# Italopodisma costai
Italopodisma costai är en insektsart som först beskrevs av Targioni-tozzetti 1881.  Italopodisma costai ingår i släktet Italopodisma och familjen gräshoppor. Inga underarter finns listade i Catalogue of Life.